# Garth (striscia a fumetti)
Garth è un personaggio dei fumetti di fantascienza ideato e disegnato da Stephen Phillip Dowling, pubblicato per la prima volta nella striscia a fumetti del quotidiano britannico Daily Mirror nel 1943.
Il personaggio, dotato di forza straordinaria, è il protagonista di avventure nello spazio e di viaggi nel tempo.

## Storia editoriale
Il personaggio è stato ideato da Stephen Phillip Dowling e da questi disegnato per la prima volta per il quotidiano Daily Mirror, esordendo sulle pagine del quotidiano il 24 luglio 1943. Le sue avventure sono state pubblicate per circa trent'anni, suddivise in strisce quotidiane, disegnate a partire dal 1969 dal fumettista Frank Bellamy, subentrato al suo ideatore.
In Italia il fumetto è stato pubblicato per la prima volta sulla rivista Topolino tra il 1947 e il 1948, successivamente apparso sulle riviste Eureka e Giovani nel 1967, su L'Avventuroso nel 1973 e nel 1975, e sulla pubblicazione Dardo Pocket nel 1975.